# Curtici
Curtici (en húngaro: Kürtös) es una ciudad con estatus de oraș de Rumania en el distrito de Arad.

## Geografía
Se encuentra a una altitud de 104 m s. n. m. a 567 km de la capital, Bucarest.

## Demografía
Según estimación 2012 contaba con una población de 5 933 habitantes.
| 1948 | 1956 | 1966 | 1977   | 1992  | 2002  | 2012  |
| s/d  | s/d  | s/d  | 11 104 | 9 987 | 9 722 | 5 933 |